# Monika Gradzki
Monika Gradzki (ur. 21 września 1979 w Sztumie) – niemiecka lekkoatletka. 
Pięciokrotna mistrzyni Niemiec (3 krotnie w biegu na 800 metrów, dwa razy w sztafecie 3 x 800 m). W 2005 uczestniczyła w Mistrzostwach Świata w Helsinkach, gdzie odpadła w półfinale biegu na 800 metrów, i to na tym dystansie notowała swoje największe międzynarodowe osiągnięcia: dwukrotnie zajmowała drugie miejsca w Superlidze Pucharu Europy (Florencja 2005, Málaga 2006), zas podczas Halowych Mistrzostw Europy (Madryt 2005) zajęła 5. miejsce.

## Postęp w biegu na 800 metrów
| Rok  | 800 Metrów (w minutach) |
| ---- | ----------------------- |
| 2001 | 2:03,03                 |
| 2002 | 2:02,52                 |
| 2003 | 2:00,96                 |
| 2004 | 2:01,22                 |
| 2005 | 2:01,00                 |
| 2006 | 2:00,16                 |
| 2007 | 2:01,15                 |
| 2008 | 2:00,51                 |

## Rekordy życiowe
- Bieg na 800 m - 2:00.16 (2006)
- Bieg na 800 m (hala) - 2:02.01 (2004)